# Hegau (Schiff, 1957)
Die Motorfähre Hegau war eine Autofähre auf dem Bodensee und das sechste Fährschiff, das auf der Fährlinie Konstanz-Meersburg in Dienst gestellt wurde.

## Geschichte
Die Fährlinie Konstanz-Meersburg war seit ihrer Gründung im Jahr 1928 eine wichtige und vielgenutzte Fährverbindung. Nach der Wiederaufnahme des regulären zivilen Fährbetriebs nach dem Zweiten Weltkrieg und dem ständig steigenden Verkehrsaufkommen in der Wirtschaftswunderzeit, waren die Mitte der 1950er Jahre vorhandenen Fährschiffe Meersburg, Konstanz, Bodan und Linzgau ausgelastet und einem weiter zunehmenden Verkehrsaufkommen nicht mehr gewachsen. Deswegen wurde die Hegau, wie ihr älteres und technisch identisches Schwesterschiff Thurgau, zur Ergänzung der Fährflotte angeschafft.
Am 30. Januar 1956 wurde der Bodan-Werft in Kressbronn der Auftrag erteilt, das Schiff zu bauen. Beim Stapellauf am 27. Mai 1957 wurde die Fähre auf den Namen „Hegau“ getauft. Namensgeber war, nach dem Vorbild der Linzgau und Thurgau, die Bodenseelandschaft im Westen. Damit war die Hegau die dritte und letzte Fähre, die nach einem Gau benannt wurde. Am 5. Juni 1957 nahm die Hegau ihren Dienst auf.
Die Hegau war eine der stärksten Fähren und hatte mit den Voith-Schneider-Propellern einen sehr kräftigen Antrieb im Vergleich zu den älteren Fähren mit Propellern. Dank dieser Eigenschaften wurde sie bei der Seegfrörne 1963 gemeinsam mit der Thurgau als Eisbrecher eingesetzt, um mit nächtlichen Sonderfahrten die Fahrrinne frei zu halten. Am 7. Februar kapitulierte man jedoch vor der inzwischen 30 cm dicken Eisschicht und stellte den Fährverkehr ein – die erste Betriebsunterbrechung in der Geschichte der Fährlinie.
Im Winter 1966/1967 wurde die Hegau grundlegend modernisiert. Unter anderem wurde das Deck verbreitert, wobei eine Fahrbahnbreite von 8,82 Meter bei einer Fahrbahnhöhe von 3,90 Metern entstand, eine Fernbedienung der Schiffssteuerung und eine neue Toilettenanlage eingebaut, und die elektrischen Anlagen auf 380 V Drehstrom umgestellt. Die Gesamthöhe der Fähre betrug 12,20 Meter (10,70 Meter über Wasserlinie).
Beim Pfingsthochwasser 1999 musste der Fährbetrieb zeitweilig eingestellt werden, da die Fährhäfen überflutet waren. Die Hegau war wie die Thurgau die beiden Fähren, die den Fährdienst am längsten aufrechterhalten und als erstes wieder aufnehmen konnten, allerdings nur für Fußgänger und Radfahrer. Um den Tiefgang zu erhöhen und damit den Winkel der Landungsbrücken flacher halten zu können, wurden die Fähren mit LKW und Mulden beladen.
Nach der Indienststellung der Kreuzlingen 1993 wurde die Hegau nur noch als Reserveschiff verwendet, z. B. im Schnellverkehr zu Stoßzeiten. Im Jahr 2001 wurde beschlossen, statt einer dringend erforderlichen Modernisierung der Hegau ein neues Fährschiff anzuschaffen. So wurde am 15. Mai 2004 die Tábor als Nachfolgerin sowohl der Hegau als auch der Thurgau in Dienst gestellt. Die Hegau wurde daraufhin Ende 2004 ausgemustert und im Mai 2006 auf der Bodan-Werft verschrottet.